# Pietro Follador
Pietro Follador (Falcade, 21 luglio 1827 – Agordo, 5 gennaio 1872) è stato un poeta, presbitero e rivoluzionario italiano.

## Biografia
Don Pietro (detto più famigliarmente don Piero) Follador; nasce a Sappade sopra Caviola, in comune di Falcade, il 21 luglio 1827 da Antonio e Zulian Maria. Già da bambino rivelò un carattere buono e una predisposizione allo scherzo e al buonumore. Attratto dalla letteratura e dalla poesia, a dodici anni dai genitori fu mandato a studiare nel ginnasio vescovile di Belluno, allora presso il Seminario.
Maturata in seguito la vocazione sacerdotale, proseguì gli studi nella stessa sede potendo contare su insegnanti che gli diedero una buona formazione letteraria. Ancora studente, aderì con entusiasmo ai moti del 1848 finendo tra le file di coloro che vennero schierati a difendere Soffranco e Agre. Ripresi i corsi teologici, fu ordinato sacerdote nel 1851 per poi iniziare il mandato di cooperatore a Fusine di Zoldo dove rimase fino al 1857. Quell'anno il vescovo Giovanni Renier lo chiamò in Seminario affidandogli prima l'insegnamento di lettere e in un secondo tempo la docenza di sacra eloquenza e letture bibliche per i chierici.

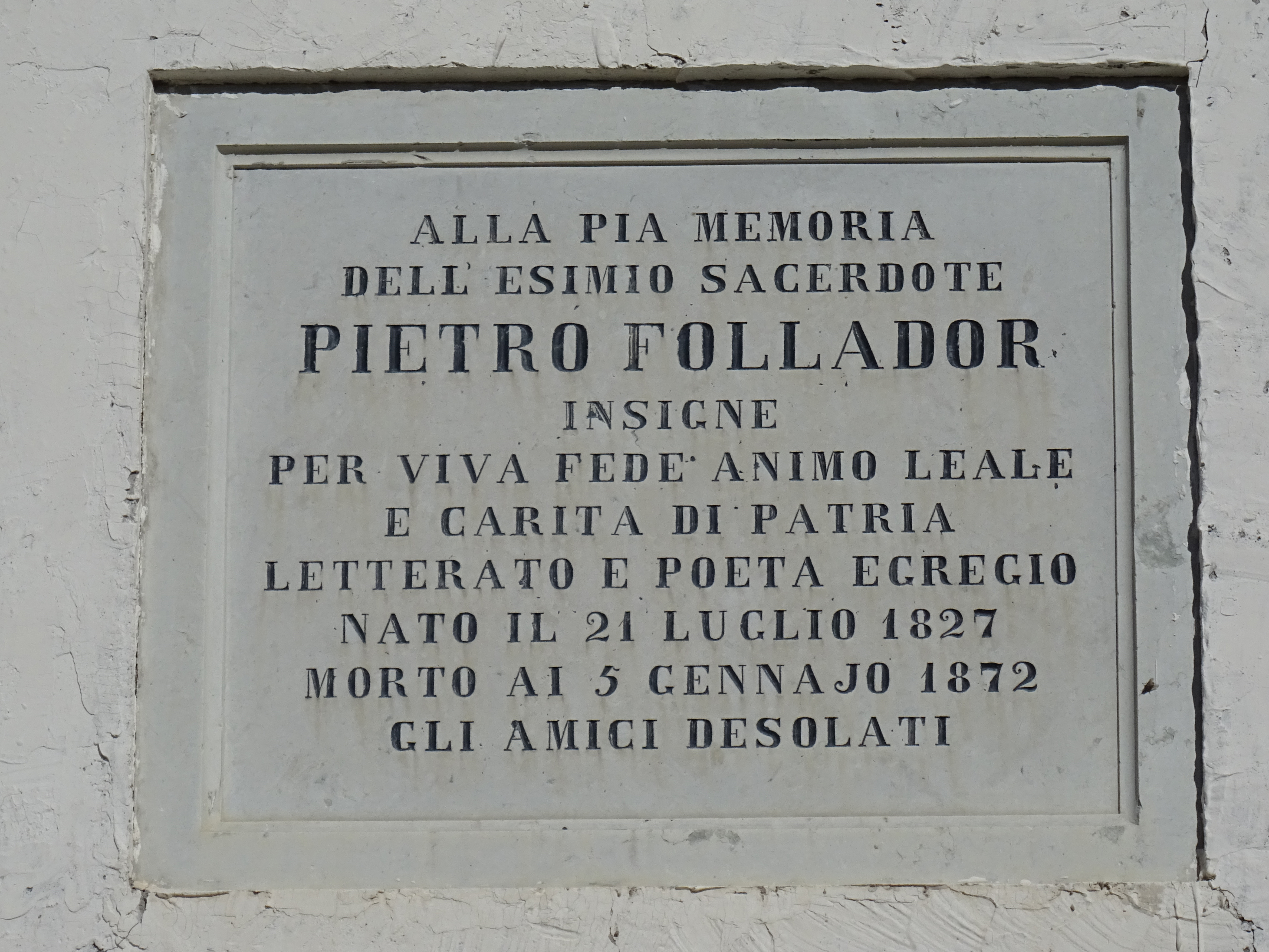
Targa a Pietro Follador sulla chiesa di Santa Croce di Sappade, Falcade

Colto e gioviale, sempre disponibile verso gli altri, fu amico del patriota e primo deputato del Cadore don Natale Talamini e soprattutto stabilì uno stretto legame con don Antonio Della Lucia e don Francesco Pellegrini, sacerdoti che nell'Ottocento crebbero nella storia sociale e culturale della Provincia. Con questi ultimi due, e don Andrea Fossali, nel 1860 don Pietro fece un viaggio avventuroso che toccò il Piemonte, Genova e - via mare - Livorno, viaggio che gli offrì l'occasione per dar sfogo alla sua vena poetica burlesca.
Tornando al suo impegno di docente, nel 1870 si congedò dal Seminario per tornare al paese natale. Tale decisione, secondo l'amico don Francesco Pellegrini, pare l'avesse presa per stare vicino al padre rimasto solo dopo la morte della moglie. Ciò gli avrebbe anche permesso di dedicarsi agli studi prediletti, ma così non fu: alla fine di dicembre del 1871 una polmonite lo colpì una volta tornato ad Agordo, dopo esser stato a Zoldo e avere valicato il passo Duran sotto la neve. Resistette sei giorni alla malattia soccombendo il 5 gennaio 1872.
Tra la gente il rimpianto per la morte di don Pietro Follador fu unanime e anche a Belluno i giornali dell'epoca misero in luce le sue doti di poeta. Egli aveva iniziato a comporre versi da studente amando esprimersi nei primi anni in dialetto ladino per intrattenere le numerose sorelle e gli amici del paese.
È autore del poema "Il disertore di Codissago"